# Taça de Portugal
A Taça de Portugal é uma competição portuguesa de futebol organizada pela Federação Portuguesa de Futebol desde a época 1938–39, quando sucedeu ao Campeonato de Portugal, criado em 1921–22, usando o mesmo troféu mas alterando o nome e o formato da prova. No entanto, o vencedor do Campeonato de Portugal era considerado o Campeão de Portugal. O mesmo não sucede com o vencedor da Taça de Portugal. 
A Taça de Portugal, considerada atualmente a prova rainha do futebol português pela festa que impera para além do futebol, é disputada anualmente por todos os clubes da Primeira Liga, da Segunda Liga, da Liga 3, do Campeonato de Portugal e por representantes dos Campeonatos Distritais. As equipas de reservas (como as equipas B) que participem em alguns destes campeonatos não podem participar na Taça de Portugal. É disputada segundo o sistema de eliminatórias a uma mão (com sorteio do clube visitado), com excepção das meias-finais que se disputam a duas mãos. Desde 2024 toma a designação de Taça de Portugal Generali Tranquilidade por motivos de patrocínio.
A conquista do torneio dá acesso directo à fase de liga da Liga Europa, vaga que reverte para o terceiro classificado da Primeira Liga caso o vencedor da Taça de Portugal já se tenha qualificado para a Liga dos Campeões através da sua classificação no campeonato (1.º ou 2.º lugar).
A final é disputada no Estádio Nacional do Jamor e o troféu é tradicionalmente entregue pelo Presidente da República Portuguesa.
A Taça de Portugal teve como primeiro vencedor na época 1938–39 a Académica. O Benfica é o maior campeão da prova, com 26 troféus conquistados. 
O actual detentor do troféu é o Sporting Clube de Portugal, que conquistou a sua 18.ª Taça de Portugal,  na edição de 2024–25, ao vencer o Benfica por 1–3.

## História

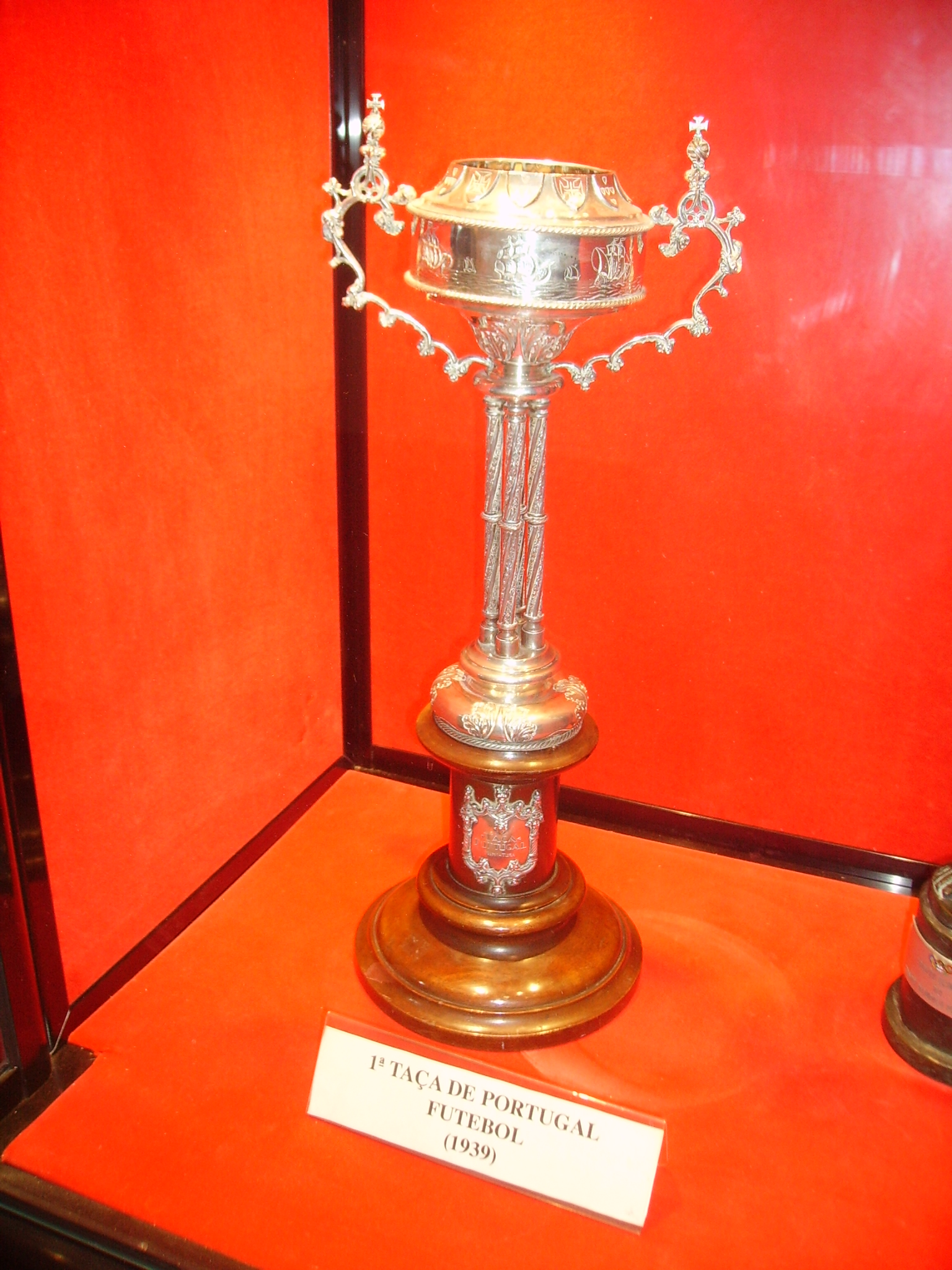
A primeira Taça de Portugal, conquistada pela Académica a 26 de junho de 1939

Criada na época 1921–22, a prova a eliminar, chamada Campeonato de Portugal, foi a primeira competição oficial de futebol de carácter nacional que apurava o Campeão Nacional à época. Os clubes apuravam-se a partir das competições regionais (em sistema de liga) e disputavam depois o Campeonato de Portugal (em regime de eliminatórias). O primeiro vencedor do Campeonato de Portugal foi o FC Porto. Os maiores vencedores do Campeonato de Portugal foram o Sporting e o FC Porto, com quatro troféus conquistados.
Em 1938–39, foi criada a Taça de Portugal, substituindo o extinto Campeonato de Portugal e usando o mesmo troféu, bem como o mesmo sistema de eliminatórias, tendo como primeiro vencedor a Académica de Coimbra. O grande dominador da Taça de Portugal é o Benfica com 26 edições conquistadas.
O Campeonato de Portugal teve, nas 17 edições disputadas, 7 clubes vencedores.[carece de fontes?] A Taça de Portugal, nas 80 edições disputadas até ao momento, foi conquistada por 13 clubes.

## Formato
A Taça de Portugal é disputada anualmente por todos os clubes da Primeira Liga, da Segunda Liga, da Liga 3, do Campeonato de Portugal e representantes dos Campeonatos Distritais, os vencedores das Taças Distritais e os segundos classificados de cada Campeonato Distrital na época anterior (os campeões distritais já garantem o acesso à Taça de Portugal através da sua presença no Campeonato de Portugal, ao qual foram promovidos). As equipas de reservas (como as equipas B) que participem em alguns destes campeonatos não podem participar na Taça de Portugal.
O formato vigente da Taça de Portugal compreende seis eliminatórias a uma só mão, seguidas das meias-finais a duas mãos, desde 2008/09, terminando a prova com uma final, em jogo único e em campo neutro, no Estádio Nacional.

## Troféu

### Troféu Oficial
O troféu oficial da Taça de Portugal, datado de 1922, pertence à Federação Portuguesa de Futebol. O troféu, totalizando 20 kg de peso, é constituído por uma taça em prata cinzelada e ricamente ornamentada em estilo manuelino. Consta de um bojo de prata constituído por caravelas e em segundo plano fragatas. Em cima encontram-se brasões alternados contendo a Cruz de Cristo e o Escudo Nacional. Em baixo destaca-se a decoração com quatro florões. As asas do troféu são elaboradamente entrançadas e encimadas pela esfera armilar e a Cruz de Cristo. A ligar o bojo à base estão 4 colunas, cada uma ornamentada com 145 flores de lis concluídas nas extremidades por meias canas. A base, feita de madeira, encontra-se ornamentada com 4 florões de prata, coincidentes com os florões do bojo. A base tem a meio um brasão de prata ricamente estilizado e termina com uma peanha de madeira onde anualmente são colocados os nomes dos clubes vencedores em placas de prata.

### Réplica
Ao vencedor de cada edição é entregue uma réplica, igualmente ornamentada mas de menor dimensão que o original. A réplica tem 1,695 kg de peso e mede 58 cm de altura. O troféu outrora entregue aos vencedores do Campeonato de Portugal (1921–1938) era idêntico ao da Taça de Portugal. Na base do troféu oficial da Taça de Portugal constam igualmente o nome de todos os vencedores do Campeonato de Portugal, a par dos vencedores da Taça de Portugal, em placas de prata referentes às épocas desportivas desde 1921–22 até ao presente.

Troféu oficial da Federação
Troféu entregue ao Vencedor

## Estádio da Final

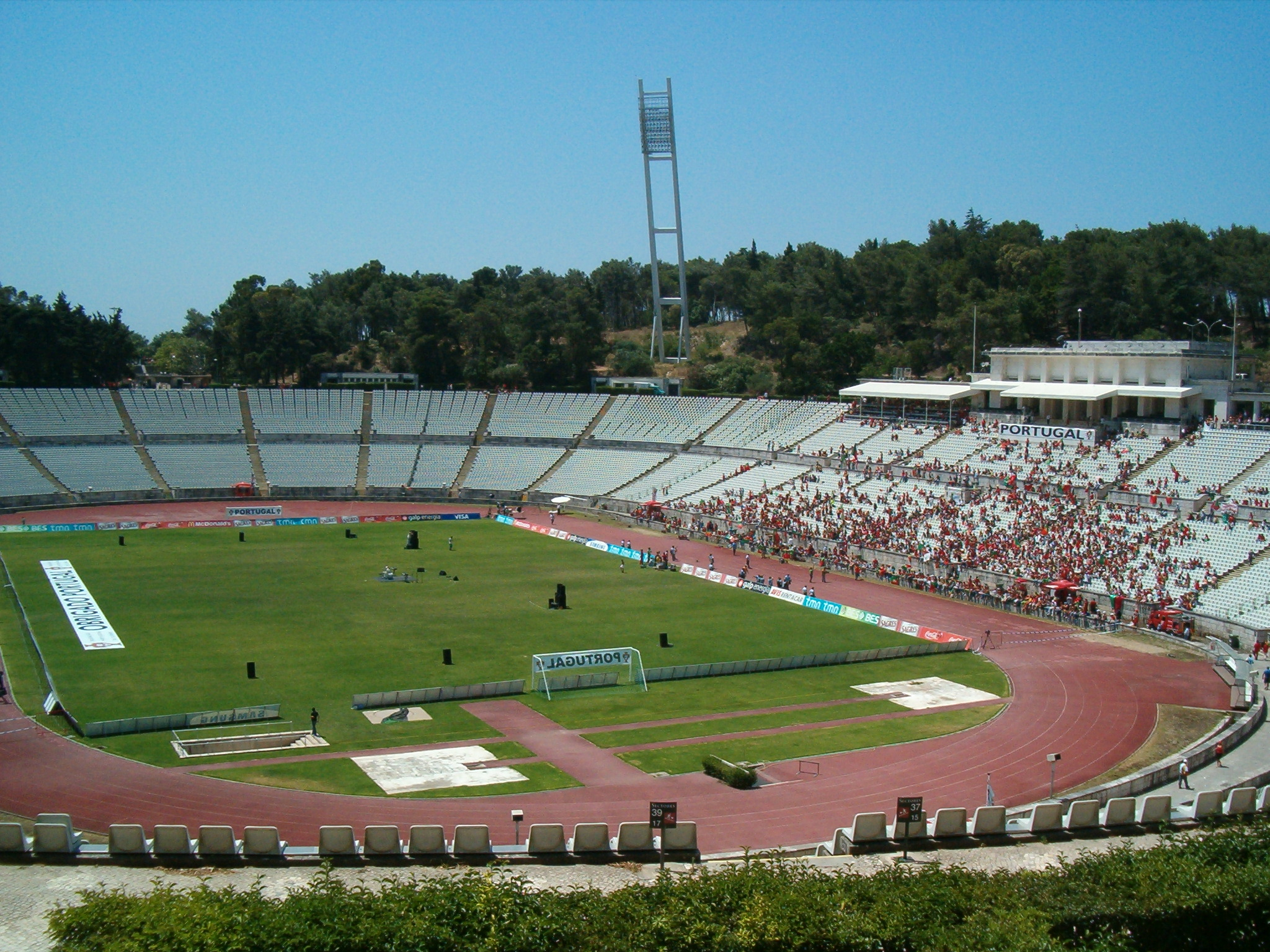
Estádio Nacional, palco da final da Taça de Portugal.

As primeiras finais da Taça de Portugal foram disputadas no Estádio do Lumiar e no Campo das Salésias, ambos em Lisboa. Depois da sua inauguração em 1944, o Estádio Nacional, no Jamor, perto de Lisboa, recebe tradicionalmente desde 1946 a final da Taça de Portugal, tendo existido apenas seis excepções.
Em 1961, embora o Estádio das Antas fosse a casa do FC Porto e a pedido dos Dragões, a Federação Portuguesa de Futebol acordou com os clubes finalistas (FC Porto e Leixões) que a Final seria disputada naquele estádio. Apesar de jogar em casa, o FC Porto saiu derrotado por 0 a 2, sendo esta a única conquista do Leixões na Taça de Portugal. Nas épocas 1974–75, 1975–76 e 1976–77, a Federação Portuguesa de Futebol decidiu que a final seria disputada no estádio do clube vencedor da Taça na época anterior. 
Em 1975, a final opôs o Boavista ao Benfica, tendo o primeiro vencido por 2 a 1. Essa final realizou-se no Estádio José Alvalade já que o Sporting tinha vencido a Taça na época anterior. Foi também a única vez que a final se disputou nesse Estádio. No ano seguinte, em 1976, a final teve de novo o Boavista frente ao Vitória Sport Clube, com os Axadrezados a vencerem novamente o troféu, por 2 a 1. O jogo realizou-se no Estádio das Antas devido à Federação ter considerado que o Estádio do Bessa, casa do Boavista, vencedor na época anterior, era demasiado pequeno para receber a final. Em 1977, a final realizou-se novamente no Estádio das Antas e não no Bessa (pelo mesmo motivo que na época anterior), sendo disputada entre FC Porto, que venceu o SC Braga por 1 a 0.
Na época, 1982–83 o FC Porto pede novamente à Federação Portuguesa de Futebol, alegando que irão recusar jogar a final da Taça de Portugal caso esta fosse realizada no Estádio Nacional. A FPF cedeu e a final de 1983 foi realizada novamente no Estádio das Antas, entre o FC Porto e o Benfica, sendo ganha pelos encarnados por 1 a 0.
Na época 2019–20, devido à pandemia de COVID–19 (coronavirus), a final da taça não foi realizada no Estádio Nacional por não haver condições de segurança por parte deste estádio. Assim, a final da Taça de Portugal desta época foi jogada no Estádio Cidade de Coimbra (curiosamente foi o que mais recebeu a Allianz Cup), que acolhe a final da prova pela 1ª vez.
Na época 2020–21, devido à pandemia de COVID–19 (coronavirus), a final da taça voltou a não ser realizada no Estádio Nacional por não haver condições de segurança por parte deste estádio. Assim, a final da Taça de Portugal desta época foi jogada no Estádio Cidade de Coimbra (curiosamente foi o que mais recebeu a Allianz Cup), que acolhe a final da prova pela 2ª vez.

## Campeonato de Portugal (Taça de Portugal)

### Vencedores
| Época   | Vencedor      | Capitão              | Treinador          |
| ------- | ------------- | -------------------- | ------------------ |
| 1921–22 | FC Porto      | João Brito           | Adolphe Cassaigne  |
| 1922–23 | Sporting      | Francisco Stromp     | Francisco Stromp   |
| 1923–24 | Olhanense     | Júlio Costa          | Júlio Costa        |
| 1924–25 | FC Porto 2    | Norman Hall          | Akös Teszler       |
| 1925–26 | Marítimo      | Domingos Vasconcelos | Francisco Ekker    |
| 1926–27 | Belenenses    | Augusto Silva        | Artur José Pereira |
| 1927–28 | Carcavelinhos | Carlos Canuto        | Carlos Canuto      |
| 1928–29 | Belenenses 2  | Augusto Silva        | Artur José Pereira |
| 1929–30 | Benfica       | Jorge Tavares        | Artur John         |
| 1930–31 | Benfica 2     | Jorge Tavares        | Artur John         |
| 1931–32 | FC Porto 3    |                      | Joseph Szabo       |
| 1932–33 | Belenenses 3  | Augusto Silva        | Artur José Pereira |
| 1933–34 | Sporting 2    | Faustino             | Rodolf Jenny       |
| 1934–35 | Benfica 3     | Gustavo Teixeira     | Vítor Gonçalves    |
| 1935–36 | Sporting 3    | Faustino             | Wilhelm Possak     |
| 1936–37 | FC Porto 4    |                      | François Gutkas    |
| 1937–38 | Sporting 4    | Rui Araújo           | Joseph Szabo       |

### Finais
| Finais do Campeonato de Portugal |               |            |                    |                                       |
| Época                            | Vencedor      | Res.       | Finalista          | Local                                 |
| 1921–22                          | FC Porto      | 3–1 ap     | Sporting           | Campo do Bessa, Porto                 |
| 1922–23                          | Sporting      | 3–0        | Académica          | Campo da Senhora da Saúde, Faro       |
| 1923–24                          | Olhanense     | 4–2        | FC Porto           | Campo Grande, Lisboa                  |
| 1924–25                          | FC Porto      | 2–1        | Sporting           | Campo de Monserrate, Viana do Castelo |
| 1925–26                          | Marítimo      | 2–0        | Belenenses         | Campo do Ameal, Porto                 |
| 1926–27                          | Belenenses    | 3–0        | Vitória de Setúbal | Estádio do Lumiar, Lisboa             |
| 1927–28                          | Carcavelinhos | 3–1        | Sporting           | Campo do Palhavã, Lisboa              |
| 1928–29                          | Belenenses    | 3–1        | União de Lisboa    | Campo do Palhavã, Lisboa              |
| 1929–30                          | Benfica       | 3–1 ap     | Barreirense        | Estádio do Campo Grande, Lisboa       |
| 1930–31                          | Benfica       | 3–0        | FC Porto           | Campo do Arnado, Coimbra              |
| 1931–32                          | FC Porto      | 4–4 ap 2–1 | Belenenses         | Campo do Arnado, Coimbra              |
| 1932–33                          | Belenenses    | 3–1        | Sporting           | Estádio do Lumiar, Lisboa             |
| 1933–34                          | Sporting      | 4–3 ap     | Barreirense        | Estádio do Lumiar, Lisboa             |
| 1934–35                          | Benfica       | 2–1        | Sporting           | Estádio do Lumiar, Lisboa             |
| 1935–36                          | Sporting      | 3–1        | Belenenses         | Estádio do Lumiar, Lisboa             |
| 1936–37                          | FC Porto      | 3–2        | Sporting           | Campo do Arnado, Coimbra              |
| 1937–38                          | Sporting      | 3–1        | Benfica            | Estádio do Lumiar, Lisboa             |

### Palmarés
Durante as 17 edições do Campeonato de Portugal 7 clubes venceram a prova.
| Nº  | Clube              | Venceu | Finalista | Anos dos títulos                   | Anos dos vices                                       |
| --- | ------------------ | ------ | --------- | ---------------------------------- | ---------------------------------------------------- |
| 1.º | Sporting           | 4      | 6         | 1922–23, 1933–34, 1935–36, 1937–38 | 1921-22, 1924-25, 1927-28, 1932-33, 1934-35, 1936-37 |
| 2.º | FC Porto           | 4      | 2         | 1921–22, 1924–25, 1931–32, 1936–37 | 1923-24, 1930-31                                     |
| 3.º | Belenenses         | 3      | 3         | 1926–27, 1928–29, 1932–33          | 1925-26, 1931-32, 1935-36                            |
| 4.º | Benfica            | 3      | 1         | 1929–30, 1930–31, 1934–35          | 1937-38                                              |
| 5.º | Olhanense          | 1      | –         | 1923–24                            | –                                                    |
| –   | Marítimo           | 1      | –         | 1925–26                            | –                                                    |
| –   | Carcavelinhos      | 1      | –         | 1927–28                            | –                                                    |
| 8.º | Barreirense        | –      | 2         | –                                  | 1929-30, 1933-34                                     |
| 9.º | Académica          | –      | 1         | –                                  | 1922-23                                              |
| –   | Vitória de Setúbal | –      | 1         | –                                  | 1926-27                                              |
| –   | União de Lisboa    | –      | 1         | –                                  | 1928-29                                              |

### Quadro de Honra

#### Vitórias Consecutivas
Somente um clube conseguiu troféus consecutivos no Campeonato de Portugal.
| Nº  | Clube   | Bis |
| --- | ------- | --- |
| 1.º | Benfica | 1   |

#### Treinadores
Durante a disputa do Campeonato de Portugal um total de 13 treinadores venceram a prova. 
| Nº  | Treinador          | Venceu | Clube(s)                   |
| --- | ------------------ | ------ | -------------------------- |
| 1.º | Artur José Pereira | 3      | Belenenses (3)             |
| 2.º | Artur John         | 2      | Benfica (2)                |
| –   | Joseph Szabo       | 2      | FC Porto (1), Sporting (1) |
| 4.º | Adolphe Cassaigne  | 1      | FC Porto                   |
| –   | Francisco Stromp   | 1      | Sporting                   |
| –   | Júlio Costa        | 1      | Olhanense                  |
| –   | Akös Teszler       | 1      | FC Porto                   |
| –   | Francisco Ekker    | 1      | Marítimo                   |
| –   | Carlos Canuto      | 1      | Carcavelinhos              |
| –   | Rodolf Jenny       | 1      | Sporting                   |
| –   | Vítor Gonçalves    | 1      | Benfica                    |
| –   | Wilhelm Possak     | 1      | Sporting                   |
| –   | François Gutkas    | 1      | FC Porto                   |

#### Associações de Futebol
Durante a disputa do Campeonato de Portugal foram 4 as Associações de Futebol com clubes filiados vencedores da prova.
| Nº  | Associação | Venceu | Clube(s)                                                     |
| --- | ---------- | ------ | ------------------------------------------------------------ |
| 1.º | AF Lisboa  | 11     | Sporting (4), Benfica (3), Belenenses (3), Carcavelinhos (1) |
| 2.º | AF Porto   | 4      | FC Porto (4)                                                 |
| 3.º | AF Algarve | 1      | Olhanense (1)                                                |
| –   | AF Madeira | 1      | Marítimo (1)                                                 |

### Recordes
- Com quatro Campeonatos de Portugal conquistados por cada um, o Sporting e o FC Porto são os clubes com o recorde de troféus vencidos da prova.
- Com 10 finais disputadas, o Sporting é o clube com o recorde de finais na prova.
- O Sporting é o clube com mais finais perdidas (seis no total).
- Em 1930–31, o Benfica tornou-se na única equipa a vencer dois Campeonatos de Portugal de forma consecutiva.
- Em 1933–34, o Sporting venceu o Barreirense, por 4 a 3, na final mais disputada do historial da prova.
- Com 11 Campeonatos de Portugal conquistados por clubes seus filiados, a Associação de Futebol de Lisboa lidera o palmarés das associações de futebol na prova.
- Com três Campeonatos de Portugal conquistados, Artur José Pereira lidera o palmarés de treinadores na prova.

## Vencedores da Taça de Portugal
| Época   | Vencedor                                                              | Capitão                                                               | Treinador                                                             |
| ------- | --------------------------------------------------------------------- | --------------------------------------------------------------------- | --------------------------------------------------------------------- |
| 1938–39 | Académica                                                             | Alexandre Portugal                                                    | Albano Paulo                                                          |
| 1939–40 | Benfica                                                               | Francisco Ferreira                                                    | János Biri                                                            |
| 1940–41 | Sporting                                                              | Manuel Marques                                                        | József Szabo                                                          |
| 1941–42 | Belenenses                                                            | Mariano Amaro                                                         | Rodolfo Faroleiro                                                     |
| 1942–43 | Benfica 2                                                             | Francisco Ferreira                                                    | János Biri                                                            |
| 1943–44 | Benfica 3                                                             | Francisco Ferreira                                                    | János Biri                                                            |
| 1944–45 | Sporting 2                                                            | Manuel Marques                                                        | Joaquim Ferreira                                                      |
| 1945–46 | Sporting 3                                                            | Manuel Marques                                                        | Cândido de Oliveira                                                   |
| 1946–47 | Não disputada devido a constrangimentos de calendário                 | Não disputada devido a constrangimentos de calendário                 | Não disputada devido a constrangimentos de calendário                 |
| 1947–48 | Sporting 4                                                            | Manuel Marques                                                        | Cândido de Oliveira                                                   |
| 1948–49 | Benfica 4                                                             | Francisco Ferreira                                                    | Ted Smith                                                             |
| 1949–50 | Não disputada devido à organização da Taça Latina no Estádio Nacional | Não disputada devido à organização da Taça Latina no Estádio Nacional | Não disputada devido à organização da Taça Latina no Estádio Nacional |
| 1950–51 | Benfica 5                                                             | Francisco Ferreira                                                    | Ted Smith                                                             |
| 1951–52 | Benfica 6                                                             | Francisco Ferreira                                                    | Cândido Tavares                                                       |
| 1952–53 | Benfica 7                                                             | Francisco Moreira                                                     | António Ribeiro dos Reis                                              |
| 1953–54 | Sporting 5                                                            | Galileu Moura                                                         | Joseph Szabo                                                          |
| 1954–55 | Benfica 8                                                             | Arsénio                                                               | Otto Glória                                                           |
| 1955–56 | FC Porto                                                              | José Maria Pedroto                                                    | Dorival Knippel                                                       |
| 1956–57 | Benfica 9                                                             | Jacinto Marques                                                       | Otto Glória                                                           |
| 1957–58 | FC Porto 2                                                            | Virgílio                                                              | Otto Bumbel                                                           |
| 1958–59 | Benfica 10                                                            | Artur Santos                                                          | José Valdivieso                                                       |
| 1959–60 | Belenenses 2                                                          | Francisco Pires                                                       | Otto Glória                                                           |
| 1960–61 | Leixões                                                               | Joaquim Pacheco                                                       | Filpo Nunez                                                           |
| 1961–62 | Benfica 11                                                            | José Águas                                                            | Fernando Caiado                                                       |
| 1962–63 | Sporting 6                                                            | Joaquim Carvalho                                                      | Juca                                                                  |
| 1963–64 | Benfica 12                                                            | Mário Coluna                                                          | Lajos Czeizler                                                        |
| 1964–65 | Vitória de Setúbal                                                    | Carlos Torpes                                                         | Fernando Vaz                                                          |
| 1965–66 | SC Braga                                                              | Carlos Canário                                                        | Manuel Palmeira                                                       |
| 1966–67 | Vitória de Setúbal 2                                                  | José Maria                                                            | Fernando Vaz                                                          |
| 1967–68 | FC Porto 3                                                            | Américo Lopes                                                         | José Maria Pedroto                                                    |
| 1968–69 | Benfica 13                                                            | Mário Coluna                                                          | Otto Glória                                                           |
| 1969–70 | Benfica 14                                                            | Malta da Silva                                                        | José Augusto                                                          |
| 1970–71 | Sporting 7                                                            | Pedro Gomes                                                           | Fernando Vaz                                                          |
| 1971–72 | Benfica 15                                                            | Jaime Graça                                                           | Jimmy Hagan                                                           |
| 1972–73 | Sporting 8                                                            | Carlos Manaca                                                         | Mário Lino                                                            |
| 1973–74 | Sporting 9                                                            | Vítor Damas                                                           | Mário Lino                                                            |
| 1974–75 | Boavista                                                              | Mário João                                                            | José Maria Pedroto                                                    |
| 1975–76 | Boavista 2                                                            | Mário João                                                            | José Maria Pedroto                                                    |
| 1976–77 | FC Porto 4                                                            | António Oliveira                                                      | José Maria Pedroto                                                    |
| 1977–78 | Sporting 10                                                           | João Laranjeira                                                       | Rodrigues Dias                                                        |
| 1978–79 | Boavista 3                                                            | Mário João                                                            | Jimmy Hagan                                                           |
| 1979–80 | Benfica 16                                                            | Nené                                                                  | Mário Wilson                                                          |
| 1980–81 | Benfica 17                                                            | Nené                                                                  | Lajos Baróti                                                          |
| 1981–82 | Sporting 11                                                           | Manuel Fernandes                                                      | Malcolm Allison                                                       |
| 1982–83 | Benfica 18                                                            | Manuel Bento                                                          | Sven-Göran Eriksson                                                   |
| 1983–84 | FC Porto 5                                                            | Fernando Gomes                                                        | António Morais                                                        |
| 1984–85 | Benfica 19                                                            | Manuel Bento                                                          | Pál Csernai                                                           |
| 1985–86 | Benfica 20                                                            | Manuel Bento                                                          | John Mortimore                                                        |
| 1986–87 | Benfica 21                                                            | Shéu                                                                  | John Mortimore                                                        |
| 1987–88 | FC Porto 6                                                            | António Lima Pereira                                                  | Tomislav Ivić                                                         |
| 1988–89 | Belenenses 3                                                          | José António                                                          | Marinho Peres                                                         |
| 1989–90 | Estrela da Amadora                                                    | Duílio                                                                | João Alves                                                            |
| 1990–91 | FC Porto 7                                                            | João Pinto                                                            | Artur Jorge                                                           |
| 1991–92 | Boavista 4                                                            | Rui Casaca                                                            | Manuel José                                                           |
| 1992–93 | Benfica 22                                                            | António Veloso                                                        | Toni                                                                  |
| 1993–94 | FC Porto 8                                                            | João Pinto                                                            | Bobby Robson                                                          |
| 1994–95 | Sporting 12                                                           | Oceano                                                                | Carlos Queiroz                                                        |
| 1995–96 | Benfica 23                                                            | João Pinto                                                            | Mário Wilson                                                          |
| 1996–97 | Boavista 5                                                            | Paulo Sousa                                                           | Mário Reis                                                            |
| 1997–98 | FC Porto 9                                                            | Aloísio                                                               | António Oliveira                                                      |
| 1998–99 | Beira-Mar                                                             | Fusco                                                                 | António Sousa                                                         |
| 1999–00 | FC Porto 10                                                           | Jorge Costa                                                           | Fernando Santos                                                       |
| 2000–01 | FC Porto 11                                                           | Jorge Costa                                                           | Fernando Santos                                                       |
| 2001–02 | Sporting 13                                                           | Pedro Barbosa                                                         | László Bölöni                                                         |
| 2002–03 | FC Porto 12                                                           | Jorge Costa                                                           | José Mourinho                                                         |
| 2003–04 | Benfica 24                                                            | Simão Sabrosa                                                         | José Antonio Camacho                                                  |
| 2004–05 | Vitória de Setúbal 3                                                  | Sandro                                                                | José Rachão                                                           |
| 2005–06 | FC Porto 13                                                           | Pedro Emanuel                                                         | Co Adriaanse                                                          |
| 2006–07 | Sporting 14                                                           | Ricardo                                                               | Paulo Bento                                                           |
| 2007–08 | Sporting 15                                                           | João Moutinho                                                         | Paulo Bento                                                           |
| 2008–09 | FC Porto 14                                                           | Bruno Alves                                                           | Jesualdo Ferreira                                                     |
| 2009–10 | FC Porto 15                                                           | Bruno Alves                                                           | Jesualdo Ferreira                                                     |
| 2010–11 | FC Porto 16                                                           | Hulk                                                                  | André Villas-Boas                                                     |
| 2011–12 | Académica 2                                                           | Diogo Melo                                                            | Pedro Emanuel                                                         |
| 2012–13 | Vitória de Guimarães                                                  | Leonel Olímpio                                                        | Rui Vitória                                                           |
| 2013–14 | Benfica 25                                                            | Luisão                                                                | Jorge Jesus                                                           |
| 2014–15 | Sporting 16                                                           | Rui Patrício                                                          | Marco Silva                                                           |
| 2015–16 | SC Braga 2                                                            | André Pinto                                                           | Paulo Fonseca                                                         |
| 2016–17 | Benfica 26                                                            | Luisão                                                                | Rui Vitória                                                           |
| 2017–18 | Desportivo das Aves                                                   | Quim                                                                  | José Mota                                                             |
| 2018–19 | Sporting 17                                                           | Bruno Fernandes                                                       | Marcel Keizer                                                         |
| 2019–20 | FC Porto 17                                                           | Danilo Pereira                                                        | Sérgio Conceição                                                      |
| 2020–21 | SC Braga 3                                                            | Fransérgio                                                            | Carlos Carvalhal                                                      |
| 2021–22 | FC Porto 18                                                           | Pepe                                                                  | Sérgio Conceição                                                      |
| 2022–23 | FC Porto 19                                                           | Pepe                                                                  | Sérgio Conceição                                                      |
| 2023–24 | FC Porto 20                                                           | Pepe                                                                  | Sérgio Conceição                                                      |
| 2024–25 | Sporting 18                                                           | Morten Hjulmand                                                       | Rui Manuel Borges                                                     |

## Finais da Taça de Portugal
| Finais da Taça de Portugal |                                                                       |                                                                       |                                                                       |                                                                       |
| Época                      | Vencedor                                                              | Res.                                                                  | Finalista                                                             | Local                                                                 |
| 1938–39                    | Académica                                                             | 4–3                                                                   | Benfica                                                               | Campo das Salésias, Lisboa                                            |
| 1939–40                    | Benfica                                                               | 3–1                                                                   | Belenenses                                                            | Estádio do Lumiar, Lisboa                                             |
| 1940–41                    | Sporting                                                              | 4–1                                                                   | Belenenses                                                            | Campo das Salésias, Lisboa                                            |
| 1941–42                    | Belenenses                                                            | 2–0                                                                   | Vitória de Guimarães                                                  | Estádio do Lumiar, Lisboa                                             |
| 1942–43                    | Benfica                                                               | 5–1                                                                   | Vitória de Setúbal                                                    | Campo das Salésias, Lisboa                                            |
| 1943–44                    | Benfica                                                               | 8–0                                                                   | Estoril-Praia                                                         | Campo das Salésias, Lisboa                                            |
| 1944–45                    | Sporting                                                              | 1–0                                                                   | Olhanense                                                             | Campo das Salésias, Lisboa                                            |
| 1945–46                    | Sporting                                                              | 4–2                                                                   | Atlético                                                              | Estádio Nacional, Jamor                                               |
| 1946–47                    | Não disputada devido a constrangimentos de calendário                 | Não disputada devido a constrangimentos de calendário                 | Não disputada devido a constrangimentos de calendário                 | Não disputada devido a constrangimentos de calendário                 |
| 1947–48                    | Sporting                                                              | 3–1                                                                   | Belenenses                                                            | Estádio Nacional, Jamor                                               |
| 1948–49                    | Benfica                                                               | 2–1                                                                   | Atlético                                                              | Estádio Nacional, Jamor                                               |
| 1949–50                    | Não disputada devido à organização da Taça Latina no Estádio Nacional | Não disputada devido à organização da Taça Latina no Estádio Nacional | Não disputada devido à organização da Taça Latina no Estádio Nacional | Não disputada devido à organização da Taça Latina no Estádio Nacional |
| 1950–51                    | Benfica                                                               | 5–1                                                                   | Académica                                                             | Estádio Nacional, Jamor                                               |
| 1951–52                    | Benfica                                                               | 5–4                                                                   | Sporting                                                              | Estádio Nacional, Jamor                                               |
| 1952–53                    | Benfica                                                               | 5–0                                                                   | FC Porto                                                              | Estádio Nacional, Jamor                                               |
| 1953–54                    | Sporting                                                              | 3–2                                                                   | Vitória de Setúbal                                                    | Estádio Nacional, Jamor                                               |
| 1954–55                    | Benfica                                                               | 2–1                                                                   | Sporting                                                              | Estádio Nacional, Jamor                                               |
| 1955–56                    | FC Porto                                                              | 2–0                                                                   | Torreense                                                             | Estádio Nacional, Jamor                                               |
| 1956–57                    | Benfica                                                               | 3–1                                                                   | Sporting da Covilhã                                                   | Estádio Nacional, Jamor                                               |
| 1957–58                    | FC Porto                                                              | 1–0                                                                   | Benfica                                                               | Estádio Nacional, Jamor                                               |
| 1958–59                    | Benfica                                                               | 1–0                                                                   | FC Porto                                                              | Estádio Nacional, Jamor                                               |
| 1959–60                    | Belenenses                                                            | 2–1                                                                   | Sporting                                                              | Estádio Nacional, Jamor                                               |
| 1960–61                    | Leixões                                                               | 2–0                                                                   | FC Porto                                                              | Estádio das Antas, Porto                                              |
| 1961–62                    | Benfica                                                               | 3–0                                                                   | Vitória de Setúbal                                                    | Estádio Nacional, Jamor                                               |
| 1962–63                    | Sporting                                                              | 4–0                                                                   | Vitória de Guimarães                                                  | Estádio Nacional, Jamor                                               |
| 1963–64                    | Benfica                                                               | 6–2                                                                   | FC Porto                                                              | Estádio Nacional, Jamor                                               |
| 1964–65                    | Vitória de Setúbal                                                    | 3–1                                                                   | Benfica                                                               | Estádio Nacional, Jamor                                               |
| 1965–66                    | SC Braga                                                              | 1–0                                                                   | Vitória de Setúbal                                                    | Estádio Nacional, Jamor                                               |
| 1966–67                    | Vitória de Setúbal                                                    | 3–2 ap                                                                | Académica                                                             | Estádio Nacional, Jamor                                               |
| 1967–68                    | FC Porto                                                              | 2–1                                                                   | Vitória de Setúbal                                                    | Estádio Nacional, Jamor                                               |
| 1968–69                    | Benfica                                                               | 2–1                                                                   | Académica                                                             | Estádio Nacional, Jamor                                               |
| 1969–70                    | Benfica                                                               | 3–1                                                                   | Sporting                                                              | Estádio Nacional, Jamor                                               |
| 1970–71                    | Sporting                                                              | 4–1                                                                   | Benfica                                                               | Estádio Nacional, Jamor                                               |
| 1971–72                    | Benfica                                                               | 3–2 ap                                                                | Sporting                                                              | Estádio Nacional, Jamor                                               |
| 1972–73                    | Sporting                                                              | 3–2                                                                   | Vitória de Setúbal                                                    | Estádio Nacional, Jamor                                               |
| 1973–74                    | Sporting                                                              | 2–1                                                                   | Benfica                                                               | Estádio Nacional, Jamor                                               |
| 1974–75                    | Boavista                                                              | 2–1                                                                   | Benfica                                                               | Estádio José Alvalade, Lisboa                                         |
| 1975–76                    | Boavista                                                              | 2–1                                                                   | Vitória de Guimarães                                                  | Estádio das Antas, Porto                                              |
| 1976–77                    | FC Porto                                                              | 1–0                                                                   | SC Braga                                                              | Estádio das Antas, Porto                                              |
| 1977–78                    | Sporting                                                              | 1–1 ap                                                                | FC Porto                                                              | Estádio Nacional, Jamor                                               |
| 1977–78                    | Sporting                                                              | 2–1                                                                   | FC Porto                                                              | Estádio Nacional, Jamor                                               |
| 1978–79                    | Boavista                                                              | 1–1 ap                                                                | Sporting                                                              | Estádio Nacional, Jamor                                               |
| 1978–79                    | Boavista                                                              | 1–0                                                                   | Sporting                                                              | Estádio Nacional, Jamor                                               |
| 1979–80                    | Benfica                                                               | 1–0                                                                   | FC Porto                                                              | Estádio Nacional, Jamor                                               |
| 1980–81                    | Benfica                                                               | 3–1                                                                   | FC Porto                                                              | Estádio Nacional, Jamor                                               |
| 1981–82                    | Sporting                                                              | 4–0                                                                   | SC Braga                                                              | Estádio Nacional, Jamor                                               |
| 1982–83                    | Benfica                                                               | 1–0                                                                   | FC Porto                                                              | Estádio das Antas, Porto                                              |
| 1983–84                    | FC Porto                                                              | 4–1                                                                   | Rio Ave                                                               | Estádio Nacional, Jamor                                               |
| 1984–85                    | Benfica                                                               | 3–1                                                                   | FC Porto                                                              | Estádio Nacional, Jamor                                               |
| 1985–86                    | Benfica                                                               | 2–0                                                                   | Belenenses                                                            | Estádio Nacional, Jamor                                               |
| 1986–87                    | Benfica                                                               | 2–1                                                                   | Sporting                                                              | Estádio Nacional, Jamor                                               |
| 1987–88                    | FC Porto                                                              | 1–0                                                                   | Vitória de Guimarães                                                  | Estádio Nacional, Jamor                                               |
| 1988–89                    | Belenenses                                                            | 2–1                                                                   | Benfica                                                               | Estádio Nacional, Jamor                                               |
| 1989–90                    | Estrela da Amadora                                                    | 1–1 ap                                                                | Farense                                                               | Estádio Nacional, Jamor                                               |
| 1989–90                    | Estrela da Amadora                                                    | 2–0                                                                   | Farense                                                               | Estádio Nacional, Jamor                                               |
| 1990–91                    | FC Porto                                                              | 3–1 ap                                                                | Beira-Mar                                                             | Estádio Nacional, Jamor                                               |
| 1991–92                    | Boavista                                                              | 2–1                                                                   | FC Porto                                                              | Estádio Nacional, Jamor                                               |
| 1992–93                    | Benfica                                                               | 5–2                                                                   | Boavista                                                              | Estádio Nacional, Jamor                                               |
| 1993–94                    | FC Porto                                                              | 0–0 ap                                                                | Sporting                                                              | Estádio Nacional, Jamor                                               |
| 1993–94                    | FC Porto                                                              | 2–1 ap                                                                | Sporting                                                              | Estádio Nacional, Jamor                                               |
| 1994–95                    | Sporting                                                              | 2–0                                                                   | Marítimo                                                              | Estádio Nacional, Jamor                                               |
| 1995–96                    | Benfica                                                               | 3–1                                                                   | Sporting                                                              | Estádio Nacional, Jamor                                               |
| 1996–97                    | Boavista                                                              | 3–2                                                                   | Benfica                                                               | Estádio Nacional, Jamor                                               |
| 1997–98                    | FC Porto                                                              | 3–1                                                                   | Braga                                                                 | Estádio Nacional, Jamor                                               |
| 1998–99                    | Beira-Mar                                                             | 1–0                                                                   | Campomaiorense                                                        | Estádio Nacional, Jamor                                               |
| 1999–00                    | FC Porto                                                              | 1–1 ap                                                                | Sporting                                                              | Estádio Nacional, Jamor                                               |
| 1999–00                    | FC Porto                                                              | 2–0                                                                   | Sporting                                                              | Estádio Nacional, Jamor                                               |
| 2000–01                    | FC Porto                                                              | 2–0                                                                   | Marítimo                                                              | Estádio Nacional, Jamor                                               |
| Abolição da Finalíssima    |                                                                       |                                                                       |                                                                       |                                                                       |
| 2001–02                    | Sporting                                                              | 1–0                                                                   | Leixões                                                               | Estádio Nacional, Jamor                                               |
| 2002–03                    | FC Porto                                                              | 1–0                                                                   | União de Leiria                                                       | Estádio Nacional, Jamor                                               |
| 2003–04                    | Benfica                                                               | 2–1 ap                                                                | FC Porto                                                              | Estádio Nacional, Jamor                                               |
| 2004–05                    | Vitória de Setúbal                                                    | 2–1                                                                   | Benfica                                                               | Estádio Nacional, Jamor                                               |
| 2005–06                    | FC Porto                                                              | 1–0                                                                   | Vitória de Setúbal                                                    | Estádio Nacional, Jamor                                               |
| 2006–07                    | Sporting                                                              | 1–0                                                                   | Belenenses                                                            | Estádio Nacional, Jamor                                               |
| 2007–08                    | Sporting                                                              | 2–0 ap                                                                | FC Porto                                                              | Estádio Nacional, Jamor                                               |
| 2008–09                    | FC Porto                                                              | 1–0                                                                   | Paços de Ferreira                                                     | Estádio Nacional, Jamor                                               |
| 2009–10                    | FC Porto                                                              | 2–1                                                                   | Chaves                                                                | Estádio Nacional, Jamor                                               |
| 2010–11                    | FC Porto                                                              | 6–2                                                                   | Vitória de Guimarães                                                  | Estádio Nacional, Jamor                                               |
| 2011–12                    | Académica                                                             | 1–0                                                                   | Sporting                                                              | Estádio Nacional, Jamor                                               |
| 2012–13                    | Vitória de Guimarães                                                  | 2–1                                                                   | Benfica                                                               | Estádio Nacional, Jamor                                               |
| 2013–14                    | Benfica                                                               | 1–0                                                                   | Rio Ave                                                               | Estádio Nacional, Jamor                                               |
| 2014–15                    | Sporting                                                              | 2–2 ap (3–1 gp)                                                       | SC Braga                                                              | Estádio Nacional, Jamor                                               |
| 2015–16                    | SC Braga                                                              | 2–2 ap (4–2 gp)                                                       | FC Porto                                                              | Estádio Nacional, Jamor                                               |
| 2016–17                    | Benfica                                                               | 2–1                                                                   | Vitória de Guimarães                                                  | Estádio Nacional, Jamor                                               |
| 2017–18                    | Desportivo das Aves                                                   | 2–1                                                                   | Sporting                                                              | Estádio Nacional, Jamor                                               |
| 2018–19                    | Sporting                                                              | 2–2 ap (5–4 gp)                                                       | FC Porto                                                              | Estádio Nacional, Jamor                                               |
| 2019–20                    | FC Porto                                                              | 2–1                                                                   | Benfica                                                               | Estádio Cidade de Coimbra, Coimbra                                    |
| 2020–21                    | SC Braga                                                              | 2–0                                                                   | Benfica                                                               | Estádio Cidade de Coimbra, Coimbra                                    |
| 2021–22                    | FC Porto                                                              | 3–1                                                                   | CD Tondela                                                            | Estádio Nacional, Jamor                                               |
| 2022–23                    | FC Porto                                                              | 2-0                                                                   | SC Braga                                                              | Estádio Nacional, Jamor                                               |
| 2023–24                    | FC Porto                                                              | 2–1 ap                                                                | Sporting                                                              | Estádio Nacional, Jamor                                               |
| 2024–25                    | Sporting                                                              | 3–1 ap                                                                | Benfica                                                               | Estádio Nacional, Jamor                                               |

Nota: O 2.º jogo na mesma época corresponde à repetição da Final, designada de Finalíssima, abolida na época 2001–02.

## Palmarés da Taça de Portugal
Desde a sua criação em 1938–39, um total de 13 clubes venceu a Taça de Portugal. 
| Nº   | Clube                | Títulos | Finalista | Anos dos títulos | Anos dos vices |
| ---- | -------------------- | ------- | --------- | --- | --- |
| 1.º  | Benfica              | 26      | 13        | 1939–40, 1942–43, 1943–44, 1948–49, 1950–51, 1951–52, 1952–53, 1954–55, 1956–57, 1958–59, 1961–62, 1963–64, 1968–69, 1969–70, 1971–72, 1979–80, 1980–81, 1982–83, 1984–85, 1985–86, 1986–87, 1992–93, 1995–96, 2003–04, 2013–14, 2016–17 | 1938-39, 1957-58, 1964-65, 1970-71, 1973-74, 1974-75, 1988-89, 1996-97, 2004-05, 2012-13, 2019-20, 2020-21, 2024-25          |
| 2.º  | FC Porto             | 20      | 14        | 1955–56, 1957–58, 1967–68, 1976–77, 1983–84, 1987–88, 1990–91, 1993–94, 1997–98, 1999–00, 2000–01, 2002–03, 2005–06, 2008–09, 2009–10, 2010–11, 2019–20, 2021–22, 2022–23, 2023–24                                                       | 1952-53, 1958-59, 1960-61, 1963-64, 1977-78, 1979-80, 1980-81, 1982-83, 1984-85, 1991-92, 2003-04, 2007-08, 2015-16, 2018-19 |
| 3.º  | Sporting             | 18      | 13        | 1940–41, 1944–45, 1945–46, 1947–48, 1953–54, 1962–63, 1970–71, 1972–73, 1973–74, 1977–78, 1981–82, 1994–95, 2001–02, 2006–07, 2007–08, 2014–15, 2018–19, 2024–25                                                                         | 1951-52, 1954-55, 1959-60, 1969-70, 1971-72, 1978-79, 1986-87, 1993-94, 1995-96, 1999-00, 2011-12, 2017-18, 2023-24          |
| 4.º  | Boavista             | 5       | 1         | 1974–75, 1975–76, 1978–79, 1991–92, 1996–97 | 1992-93 |
| 5.º  | Vitória de Setúbal   | 3       | 7         | 1964–65, 1966–67, 2004–05 | 1942-43, 1953-54, 1961-62, 1965-66, 1967-68, 1972-73, 2005-06                                                                |
| 6.º  | Belenenses           | 3       | 5         | 1941–42, 1959–60, 1988–89 | 1939-40, 1940-41, 1947-48, 1985-86, 2006-07                                                                                  |
| 7.º  | SC Braga             | 3       | 5         | 1965–66, 2015–16, 2020–21 | 1976-77, 1981-82, 1997-98, 2014-15, 2022-23                                                                                  |
| 8.º  | Académica            | 2       | 3         | 1938–39, 2011–12 | 1950-51, 1966-67, 1968-69 |
| 9.º  | Vitória de Guimarães | 1       | 6         | 2012–13 | 1941-42, 1962-63, 1975-76, 1987-88, 2010-11, 2016-17                                                                         |
| 10.º | Leixões              | 1       | 1         | 1960–61 | 2001-02 |
| –    | Beira-Mar            | 1       | 1         | 1998–99 | 1990-91 |
| 12.º | Estrela da Amadora   | 1       | –         | 1989–90 | – |
| –    | Desportivo das Aves  | 1       | –         | 2017–18 | – |
| 14.º | Atlético             | –       | 2         | – | 1945-46, 1948-49 |
| –    | Marítimo             | –       | 2         | – | 1994-95, 2000-01 |
| –    | Rio Ave              | –       | 2         | – | 1983-84, 2013-14 |
| 17.º | Estoril-Praia        | –       | 1         | – | 1943-44 |
| –    | Olhanense            | –       | 1         | – | 1944-45 |
| –    | Torreense            | –       | 1         | – | 1955-56 |
| –    | SC Covilhã           | –       | 1         | – | 1956-57 |
| –    | Farense              | –       | 1         | – | 1989-90 |
| –    | Campomaiorense       | –       | 1         | – | 1998-99 |
| –    | União de Leiria      | –       | 1         | – | 2002-03 |
| –    | Paços de Ferreira    | –       | 1         | – | 2008-09 |
| –    | Desportivo de Chaves | –       | 1         | – | 2009-10 |
| –    | CD Tondela           | –       | 1         | – | 2021-22 |

## Quadro de Honra

### Vitórias Consecutivas
Até ao momento, quatro clubes conseguiram vitórias consecutivas na Taça de Portugal.
| Nº  | Clube    | Tetras | Tris | Bis |
| --- | -------- | ------ | ---- | --- |
| 1.º | Benfica  | 1      | 1    | 3   |
| 2.º | FC Porto | –      | 2    | 1   |
| 3.º | Sporting | –      | 1    | 2   |
| 4.º | Boavista | –      | –    | 1   |

### Treinadores
Desde a sua criação, 58 treinadores venceram a Taça de Portugal.
| Nº   | Treinador            | Venceu | Clube(s)                              |
| ---- | -------------------- | ------ | ------------------------------------- |
| 1.º  | Otto Glória          | 4      | Benfica (3), Belenenses (1)           |
| –    | José Maria Pedroto   | 4      | Boavista (2), FC Porto (2)            |
| –    | Sérgio Conceição     | 4      | FC Porto (4)                          |
| 4.º  | János Biri           | 3      | Benfica (3)                           |
| –    | Fernando Vaz         | 3      | Vitória de Setúbal (2), Sporting (1)  |
| 6.º  | Cândido de Oliveira  | 2      | Sporting (2)                          |
| –    | Ted Smith            | 2      | Benfica (2)                           |
| –    | József Szabó         | 2      | Sporting (2)                          |
| –    | Mário Lino           | 2      | Sporting (2)                          |
| –    | Jimmy Hagan          | 2      | Benfica (1), Boavista (1)             |
| –    | John Mortimore       | 2      | Benfica (2)                           |
| –    | Mário Wilson         | 2      | Benfica (2)                           |
| –    | Fernando Santos      | 2      | FC Porto(2)                           |
| –    | Paulo Bento          | 2      | Sporting (2)                          |
| –    | Jesualdo Ferreira    | 2      | FC Porto (2)                          |
| –    | Rui Vitória          | 2      | Benfica (1), Vitória de Guimarães (1) |
| 17.º | Albano Paulo         | 1      | Académica                             |
| –    | Rodolfo Faroleiro    | 1      | Belenenses                            |
| –    | Joaquim Ferreira     | 1      | Sporting                              |
| –    | Cândido Tavares      | 1      | Benfica                               |
| –    | Dorival Knippel      | 1      | FC Porto                              |
| –    | Otto Bumbel          | 1      | FC Porto                              |
| –    | José Valdivieso      | 1      | Benfica                               |
| –    | Filpo Núñez          | 1      | Leixões                               |
| –    | Fernando Caiado      | 1      | Benfica                               |
| –    | Juca                 | 1      | Sporting                              |
| –    | Lajos Czeizler       | 1      | Benfica                               |
| –    | Manuel Palmeira      | 1      | SC Braga                              |
| –    | José Augusto         | 1      | Benfica                               |
| –    | Rodrigues Dias       | 1      | Sporting                              |
| –    | Lajos Baróti         | 1      | Benfica                               |
| –    | Malcolm Allison      | 1      | Sporting                              |
| –    | Sven-Göran Eriksson  | 1      | Benfica                               |
| –    | António Morais       | 1      | FC Porto                              |
| –    | Pál Csernai          | 1      | Benfica                               |
| –    | Tomislav Ivić        | 1      | FC Porto                              |
| –    | Marinho Peres        | 1      | Belenenses                            |
| –    | João Alves           | 1      | Estrela da Amadora                    |
| –    | Artur Jorge          | 1      | FC Porto                              |
| –    | Manuel José          | 1      | Boavista                              |
| –    | Toni                 | 1      | Benfica                               |
| –    | Bobby Robson         | 1      | FC Porto                              |
| –    | Carlos Queiroz       | 1      | Sporting                              |
| –    | Mário Reis           | 1      | Boavista                              |
| –    | António Oliveira     | 1      | FC Porto                              |
| –    | António Sousa        | 1      | Beira-Mar                             |
| –    | László Bölöni        | 1      | Sporting                              |
| –    | José Mourinho        | 1      | FC Porto                              |
| –    | José Antonio Camacho | 1      | Benfica                               |
| –    | José Rachão          | 1      | Vitória de Setúbal                    |
| –    | Co Adriaanse         | 1      | FC Porto                              |
| –    | André Villas-Boas    | 1      | FC Porto                              |
| –    | Pedro Emanuel        | 1      | Académica                             |
| –    | Jorge Jesus          | 1      | Benfica                               |
| –    | Marco Silva          | 1      | Sporting                              |
| –    | Paulo Fonseca        | 1      | SC Braga                              |
| –    | José Mota            | 1      | CD Aves                               |
| –    | Marcel Keizer        | 1      | Sporting                              |
| –    | Carlos Carvalhal     | 1      | SC Braga                              |
| –    | Rui Manuel Borges    | 1      | Sporting                              |

### Associações de Futebol
Até hoje, 6 Associações de Futebol têm clubes filiados vencedores da Taça de Portugal.
| Nº  | Associação | Venceu | Clube(s)                                                            |
| --- | ---------- | ------ | ------------------------------------------------------------------- |
| 1.º | AF Lisboa  | 48     | Benfica (26), Sporting (18), Belenenses (3), Estrela da Amadora (1) |
| 2.º | AF Porto   | 27     | FC Porto (20), Boavista (5), Leixões (1), CD Aves (1)               |
| 3.º | AF Braga   | 4      | SC Braga (3), Vitória de Guimarães (1)                              |
| 4.º | AF Setúbal | 3      | Vitória de Setúbal (3)                                              |
| 5.º | AF Coimbra | 2      | Académica (2)                                                       |
| 6.º | AF Aveiro  | 1      | Beira-Mar (1)                                                       |

## Recordes
- Com 26 Taças de Portugal conquistadas, o Benfica é o clube com o recorde de troféus vencidos da prova.
- Com 38 finais disputadas, o Benfica é o clube com o recorde de finais na prova.
- O FC Porto é o clube com mais finais perdidas (14 no total).
- Na época 1943–44, o Benfica venceu o Estoril por 8 a 0, na final mais desnivelada da história.
- Na época 1951–52, o Benfica venceu o Sporting por 5 a 4, na final mais disputada e com mais golos da história (9 no total).
- Na época 1952–53, o Benfica tornou-se na única equipa a vencer quatro Taças de Portugal de forma consecutiva.
- Com 48 Taças de Portugal conquistadas por clubes seus filiados, a Associação de Futebol de Lisboa lidera o palmarés das associações de futebol na prova.
- Com quatro Taças de Portugal conquistadas por cada um, Otto Glória, José Maria Pedroto e Sérgio Conceição lideram o palmarés de treinadores na prova.

## Transmissão
A Taça de Portugal é transmitida em Portugal pela Sport TV (em sinal fechado) e pela TVI (em sinal aberto). Também o Canal 11 (canal da Federação Portuguesa de Futebol) transmite em direto alguns jogos da Taça não transmitidos nos outros canais.
A Federação Portuguesa de Futebol (FPF) e a TVI assinaram um acordo em Outubro de 2019 para a transmissão dos jogos da Taça de Portugal em sinal aberto para as épocas 2020–21 e 2021–22, incluindo também as edições da Supertaça de 2021 e 2022.
A 28 de dezembro de 2021, foi anunciado em comunicado pela RTP a compra à FPF dos direitos televisivos da Taça de Portugal em canal aberto para as próximas duas épocas, 2022–23 e 2023–24, incluindo as Supertaças de 2023 e 2024, regressando assim a prova rainha à estação pública.
Em março de 2024 a RTP e a FPF renovaram por mais duas épocas os direitos televisivos da Taça de Portugal e da Supertaça até 2026. Em Maio de 2024 a Sport TV e a FPF também renovaram por mais duas épocas os direitos televisivos da Taça de Portugal e da Supertaça até 2026.